# 경국대전

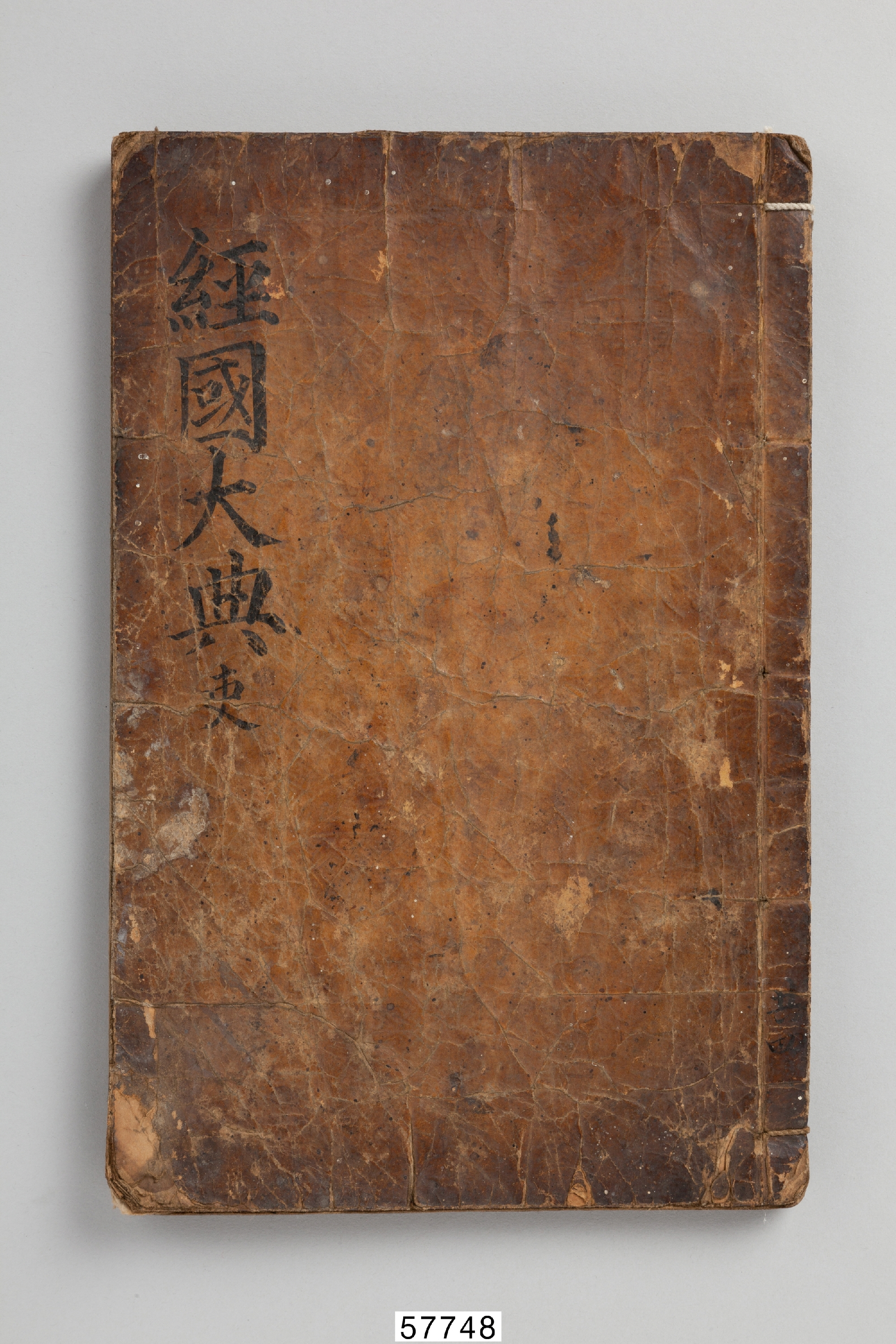
경국대전 제1권 (국립민속박물관 소장)

경국대전(經國大典)은 조선시대의 최고의 법전이다. 조선 세조 대에 편찬을 시작하여 성종 대에 들어 완성, 반포되었다. 조선의 통치 규범을 제시한 기본 법전으로, 국왕이 입법, 사법, 행정, 정치 운영을 총괄하는 존재로 설정되어 있다. 
조선 건국 초의 법전인 《경제육전》의 원전(原典)과 속전(續典), 그리고 그 뒤의 법령을 종합하여 만든 통치의 기본이 되는 통일 법전이다. 세조는 즉위와 더불어 영원히 변치 않는 대법전을 편찬하려는 뜻을 품고, 육전상정소(六典詳定所)를 신설하여 육전상정관으로 하여금 편찬케 하고, 세조 스스로가 그 심의·수정을 보았다. 1460년(세조 6)에 먼저 재정·경제의 기본이 되는 호전(戶典)이 편찬되어 《경국대전》으로 명명, 판각을 만들고, 이듬해에 형전(刑典)의 완성을 보았으나 다시 개찬할 것을 명하였다. 1467년(세조 13)에 전편(全篇)의 편찬이 끝났으나 수정·보완을 거듭하다 그 반포·간행을 보지 못하고 세조가 죽었다.
이듬해 1월 1일부터 시행키로 했으나, 그 해 예종이 죽고 성종이 즉위하게 되었다. 성종 즉위 후에 다시 수정의 의견이 일어나 교정을 가한 후, 1470년(성종 1) 드디어 완성, 이듬해 1월 1일부터 시행했는데, 이것이 《신묘대전》(辛卯大典)이다. 이 《신묘대전》에 대한 수정의 논의로 1474년(성종 5) 새롭게 고쳐진 6전이 《갑오대전》(甲午大典)이며, 이것 또한 심사·수정을 거듭한 끝에 10년 후인 1484년(성종 15) 12월에 완성, 이듬해 1월 1일부터 시행한 6전이 《을사대전》(乙巳大典)이다. 오늘날 온전히 전해오는 《경국대전》은 《을사대전》이며 그 이전의 것은 하나도 전해지지 않는다.
편제와 내용은 《경제육전》과 같이 6분방식에 따라 이(吏)·호(戶)·예(禮)·병(兵)·형(刑)·공(工)의 순서로 되어 있고, 각 전마다 필요한 항목으로 분류하여 규정하였다. 이 대전의 조문은 법전에서 삭제되어서는 안되는 만세불역(萬世不易)의 법전이었다. 그러나 이 대전이 시행된 뒤 《대전속록(大典續錄)》 《수교집록(受敎輯錄)》 등의 법령집과 《속대전(續大典)》 《대전통편(大典通編)》《대전회통(大典會通)》 등의 법전이 편찬·시행되어 실제로 개정되거나 폐지된 조문이 적지 않으나 그 기본 이념은 계속 이어졌다

## 연혁

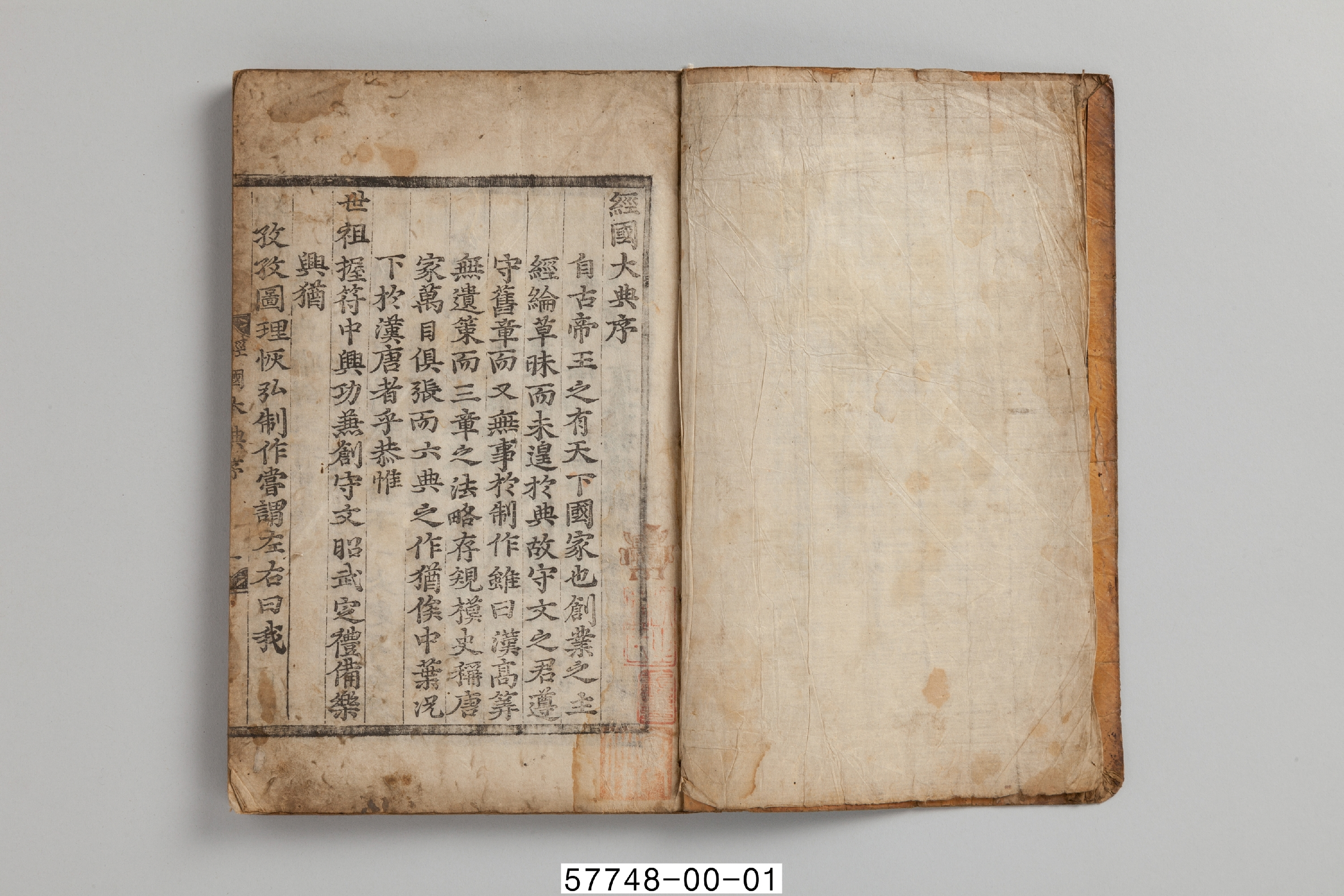
경국대전 제1권의 내용

- 1394년(태조 3년) 6월 28일(음력 5월 30일) : 정도전이 《조선경국전》을 지어 바쳤다.[1] ‘치전’(治典), ‘교전’(敎典), ‘예전’(禮典), ‘정전’(政典), ‘형전’(刑典), ‘사전’(事典)으로 구성되었다.[2]
- 1397년(태조 6년) 음력 12월 26일(양력 1398년 1월 14일)[3] : 1388년 이후에 시행된 규정을 모아 《경제육전》(經濟六典)을 간행하였다.
- 1426년(세종 8년) 12월 31일(음력 12월 3일)[4] : 《속육전》(續六典)과 《등록》(謄錄)을 간행하였다.
- 1469년(예종 원년) 10월 31일(음력 9월 27일)[5] : 세조 때부터 모아 만든 《경국대전》을 완성하여 올렸다.
- 1485년(성종 16년) : 5차 개정하여 반포하였고, 다시는 개정하지 않기로 하였다

## 문화재 지정
- 경국대전 권3 - 보물 제1521호, 국립고궁박물관 소장, 2007년 7월 13일 지정
- 경국대전 권3 - 서울특별시 유형문화재 제166호, 서울 서초구 개인 소장, 2003년 9월 5일 지정
- 경국대전 - 서울특별시 문화재자료 제72호, 서울 강남구 개인 소장, 2018년 8월 9일 폐기

## 같이 보기
- 한국의 역사

## 참고 문헌 및 링크
- 신병주 (서울대규장각 연구원) 조선의 헌법 《경국대전》 되짚어보기, 경희대학교 미디어센터, 2007.5.3.
- 경국대전 - 국가유산청 국가유산포털